# Gergebil'skij rajon
Il Gergebil'skij rajon (in russo Гергебильский район?) è un distretto municipale del Daghestan, situato nel Caucaso.